# Municipio de Villa de Ramos
El municipio de Villa de Ramos es uno de los 59 municipios que constituyen el estado mexicano de San Luis Potosí. 

## Descripción geográfica

### Ubicación
Villa de Ramos se localiza al oeste del estado entre las coordenadas geográficas 22° 50’ de latitud norte, y 101° 55’ de longitud oeste; a una altitud promedio de 2200 metros sobre el nivel del mar.
Limita al norte con el municipio de Santo Domingo; al sureste con el municipio de Salinas; al noroeste con el municipio de Villa de Cos; al suroeste con el municipio de Guadalupe, y al sur con el municipio de General Pánfilo Natera, los tres últimos en el estado de Zacatecas.
Villa de Ramos, cabecera del municipio, se encuentra en la ubicación 22°50′18″N 101°55′16″O / 22.83833, -101.92111, a una altitud de 1700 m s. n. m.

### Orografía e hidrografía
Generalmente posee un relieve plano sin elevaciones importantes, sus suelos se formaron en la era Mesozoica, y su uso principalmente es ganadero, forestal y agrícola. El municipio pertenece a la región hidrológica El Salado. No posee ríos o corrientes hidrológicas de importancia, sus recursos hidrológicos son proporcionados principalmente por los arroyos Monteros, Las Delicias, El Salto y El Picacho; así como algunas lagunas como el Naranjo, Hernández y el Salitral.

### Clima
Al este presenta seco templado; al occidente encontramos semiseco templado; y al occidente semi frío sub húmedo, y no posee cambio térmico invernal bien definido. La temperatura media anual es de 17.6 °C, la máxima se registra en el mes de julio (30.45 °C) y la mínima se registra en enero (7 °C). El régimen de lluvias se registra entre los meses de junio a septiembre, contando con una precipitación media de 429.6 milímetros.
Según la clasificación climática de Köppen el clima de Villa de Ramos corresponde a la categoría BSk, (semiárido frío o estepario).

## Demografía
La población total del municipio de Villa de Ramos es de 38 389 habitantes, lo que representa un crecimiento promedio de 0.12% anual en el período 2010-2020 sobre la base de los 37 928 habitantes registrados en el censo anterior. Al año 2020 la densidad del municipio era de 15,4 hab/km².
| Gráfica de evolución demográfica de Municipio de Villa de Ramos entre 2000 y 2020 |
|                                                                                   |
| Fuente: Instituto Nacional de Estadística Geografía e Informática                 |

En el año 2010 estaba clasificado como un municipio de grado medio de vulnerabilidad social, con el 30.65% de su población en estado de pobreza extrema.
La población del municipio está mayoritariamente alfabetizada (11.23% de personas analfabetas al año 2010), con un grado de escolarización en torno de los 5 años. Solo el 0.29% de la población se reconoce como indígena.
El 92.87% de la población profesa la religión católica. El 6.12% adhiere a las iglesias Protestantes, Evangélicas y Bíblicas.

### Localidades
Según el censo de 2010, la población del municipio se distribuía entre 99 localidades, de las cuales 88 eran pequeños núcleos urbanos de menos de 500 habitantes.
Las localidades con mayor número de habitantes y su evolución poblacional son:
| Localidad                           | Población 2010 | Población 2020 |
| Total Municipio                     | 37 928         | 38 389         |
| Dulce Grande                        | 5967           | 6381           |
| El Barril                           | 4620           | 4818           |
| El Naranjal                         | 376            | 365            |
| El Zacatón                          | 6240           | 6273           |
| Emiliano Zapata                     | 354            | 369            |
| Hernández                           | 2681           | 2593           |
| La Concepción                       | 418            | 419            |
| La Dulcita                          | 932            | 954            |
| La Herradura                        | 2199           | 2189           |
| Noria del Gato (El Gato)            | 440            | 383            |
| Pozo Blanco                         | 445            | 499            |
| Salitral de Carrera                 | 3669           | 3579           |
| San Cipriano                        | 428            | 501            |
| San Francisco                       | 675            | 706            |
| San Martín                          | 324            | 301            |
| San Pablo                           | 355            | 355            |
| Santa Lucía                         | 865            | 938            |
| Sauz de Calera                      | 1166           | 1210           |
| Villa de Ramos (Cabecera municipal) | 2494           | 2636           |
| Yoliátl                             | 443            | 428            |

## Cultura

### Fiestas
Fiestas civiles
- Aniversario de la Independencia de México: 16 de septiembre.
- Aniversario de la Revolución mexicana: El 20 de noviembre.

Fiestas religiosas
- Semana Santa: Jueves y Viernes Santo.
- Día de la Santa Cruz: 3 de mayo.
- Fiesta en honor de la Virgen de Guadalupe: del 2 al 12 de diciembre.
- Día de Muertos: 2 de noviembre.
- Fiesta patronal en honor de San Juan Nepomuceno: el 16 de mayo.

## Gobierno
Su forma de gobierno es democrática y depende del gobierno estatal y federal; se realizan elecciones cada 3 años, en donde se elige al presidente municipal y su gabinete. El actual presidente es el Prof. Erick Espino De la Rosa, militante del Partido Verde Ecologista de México.